# Julien-François Morin de la Girardière
Julien-François Morin de la Girardière (* 14. Dezember 1735 in Saint-Fraimbault-de-Prières bei Mayenne; † 21. Januar 1794 in Laval, Département Mayenne) war ein französischer Priester, der während der Französischen Revolution zum Tode verurteilt und mit der Guillotine enthauptet wurde. Er wird in der römisch-katholischen Kirche als Seliger verehrt.

## Leben
Seine Eltern waren Julien Morin de la Beauluère und dessen Ehefrau Julienne Richard. Nach der Priesterweihe war er als Priester in Mayenne tätig, später wirkte er an der Kirche Saint-Vénérand in Laval.
Seit 1792 wurde er mit dreizehn anderen Priestern und einigen Ordensfrauen im Kloster Patience in Laval festgehalten. Nachdem ab dem 9. Januar 1794 jegliche Religionsausübung in Frankreich verboten wurde, wurden Jean-Baptiste Triquerie und seine Mitbrüder am Morgen des 21. Januar 1794 durch Volcler, einem ehemaligen Priester, angeklagt. Auf die Anklage hin soll Morin geantwortet haben:

« Quoi, c'est toi Volcler qui demande ma mort ? Toi que j'ai accueilli dans ma maison, admis à ma table, que j'ai tendrement aimé… »

„Wie, bist du das, Volcler, der meinen Tod fordert? Du, den ich in meinem Haus beherbergt habe, an meinem Tisch habe sitzen lassen, den ich so sehr geliebt habe…“

Die vierzehn Priester wurden zum Tode verurteilt und noch am selben Tag durch die Guillotine hingerichtet. Ihre Körper wurden auf einer Wiese am Croix Bataille außerhalb der Stadt verscharrt. Die Wahl des Datums 21. Januar war kein Zufall, vielmehr stand dahinter die Absicht, den Jahrestag des Todes von Ludwig XVI. zu „feiern“.
Die sterblichen Überreste der vierzehn Priester wurden 1816 exhumiert und in die Kirche Notre-Dame im Stadtteil Avesnières von Laval überführt. Am 19. Juni 1955 sprach Papst Pius XII. die vierzehn Märtyrer von Laval selig.